# 庾統
庾统（?—?），字长仁，小字赤玉，东晋颍川郡鄢陵县（今河南省鄢陵县西北）人，庾琛之孙，庾亮之弟庾怿的儿子。
庾统年轻时有美名，司空、太尉都征辟他，都没有就任。调任补抚军、会稽王司马。344年，晋康帝和叔父庾冰去世，庾统出为建威将军、宁夷护军、寻阳郡太守。去世时年二十九岁，时人称道他的才器，非常痛惜。儿子庾玄之，官至宣城内史。